# Inuvik

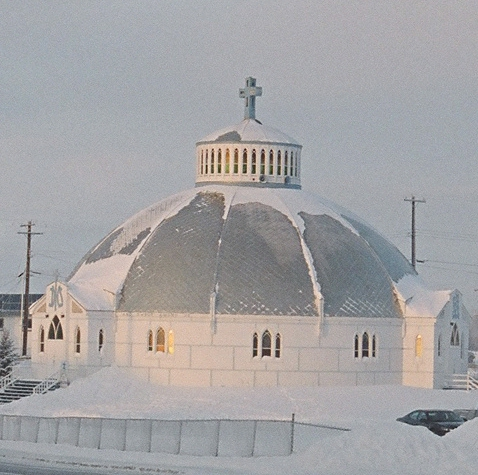
Església Our Lady of Victories en Inuvik.

Inuvik és un municipi del Canadà que té 3.484 habitants. Forma part dels Territoris del Nord-oest del Canadà i és el centre administratiu per la Regió Inuvik.